# Populus balsamifera
Тополя бальзамічна (Populus balsamifera) — породи дерев у групі видів бальзамових тополь роду тополь, Populus.

Англійські назви: balsam poplar, bam, bamtree, eastern balsam-poplar, hackmatack, tacamahac poplar, tacamahaca.
Populus balsamifera — це найпівнічніше дерево твердих порід Північної Америки, що росте трансконтинентально на бореальних і гірських височинах і заплавних ділянках, а найкращий розвиток досягає на заплавах. Це морозостійке, швидкозростаюче дерево, яке, як правило, недовговічне, але були знайдені деякі дерева віком 200 років.

Дерево відоме своїм сильним солодкуватим ароматом, який виходить від його липких смолистих бруньок. Запах порівняний із запахом ялиці бальзамистої.
Populus balsamifera і Populus trichocarpa гібридизують, утворюючи неоднозначні форми.